# Hofgarten (Innsbruck)
El Hofgarten d'Innsbruck (alemany: Innsbrucker Hofgarten) és un parc protegit d'Innsbruck, la capital de l'estat federal austríac del Tirol. El parc se situa al límit del Nucli Antic o Altstadt, cobrint una àrea de 10 hectàrees, i limitant amb el Hofburg, el Kongresshaus i el Tyrolean State Theatre. Durant els seus 600 anys d'existència aquesta icona dels estils de jardí que originàriament va ser un prat de ribera ha estat transformat cap a un jardi renaixentista, un jardí formal francés i, els últims 150 anys, un jardí de paisatge anglès. La seva darrera conversió va ser concebuda per Friedrich Ludwig von Sckell, però va ser duta a terma quatre dècades més tard per un desconegut arquitecte de paisatges que es va desviar significativament de la proposta origional de Sckell.

## Descripció
El Hofgarten d'Innsbruck és gestionat pels Jardins Federals Austríacs (Österreichischen Bundesgärten), un subdepartament del Ministeri de Medi Ambient (Bundesministerium für Land- und Forstwirtschaft, Umwelt und Wasserwirtschaft).
El Hofgarten és una àrea recreativa al centre de la ciutat amb una interessant varietat d'arbres madurs, estanys, un modern parc de jocs per nens, una Casa de la Palmera i un popular restaurant jardí.
És destacable el fet que encara hi ha plantes del parc que van ser plantades personalment per l'Emperadriu Austríaca Maria Teresa. Al mig del parc hi ha un pavelló datat de l'any 1713, en el qual tenen lloc diverses activitats - bàsicament concerts -, mentre que al voltant s'hi disputen tornejos d'escacs sobre el taulell d'escacs gegant.
Hi ha una zona amb gespa per prendre el sol en el Hofgarten amb una zona de jocs per a nens. Per altra banda, caminar per la gespa adornada no està permès perquè és susceptible de ser usada en excés.
A la Casa de la Palmera hi ha una col·lecció d'unes 1700 espècies de plantes, les quals es poden veure sobretot entre setmana. Durant la temporada d'art i exhibicions d'escultura a l'estiu, també pot ser visitada els caps de setmana.